# خالد المقيطيب
خالد المقيطيب ( ابو محمد ) (بالإنجليزية: Khaled Al-Muqaitib)‏؛ مواليد 3 يونيو 1992 في القصيم ، السعودية، هو لاعب كرة قدم سعودي يلعب في نادي النجمة.
لعب سابقاً في نادي الرائد ونادي القيصومة ونادي الفيحاء.

## روابط خارجية
- خالد المقيطيب على موقع Soccerway.com (الإنجليزية)